# Mikroskop

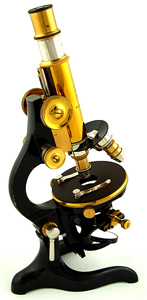
Lichtmikroskop der Firma Leitz von 1909, ein für die Zeit typisches Labormikroskop

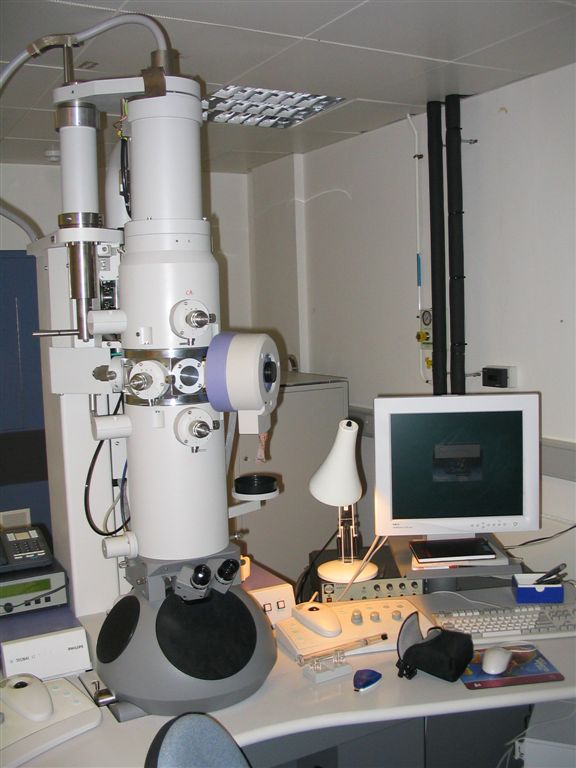
Ein Transmissionselektronenmikroskop

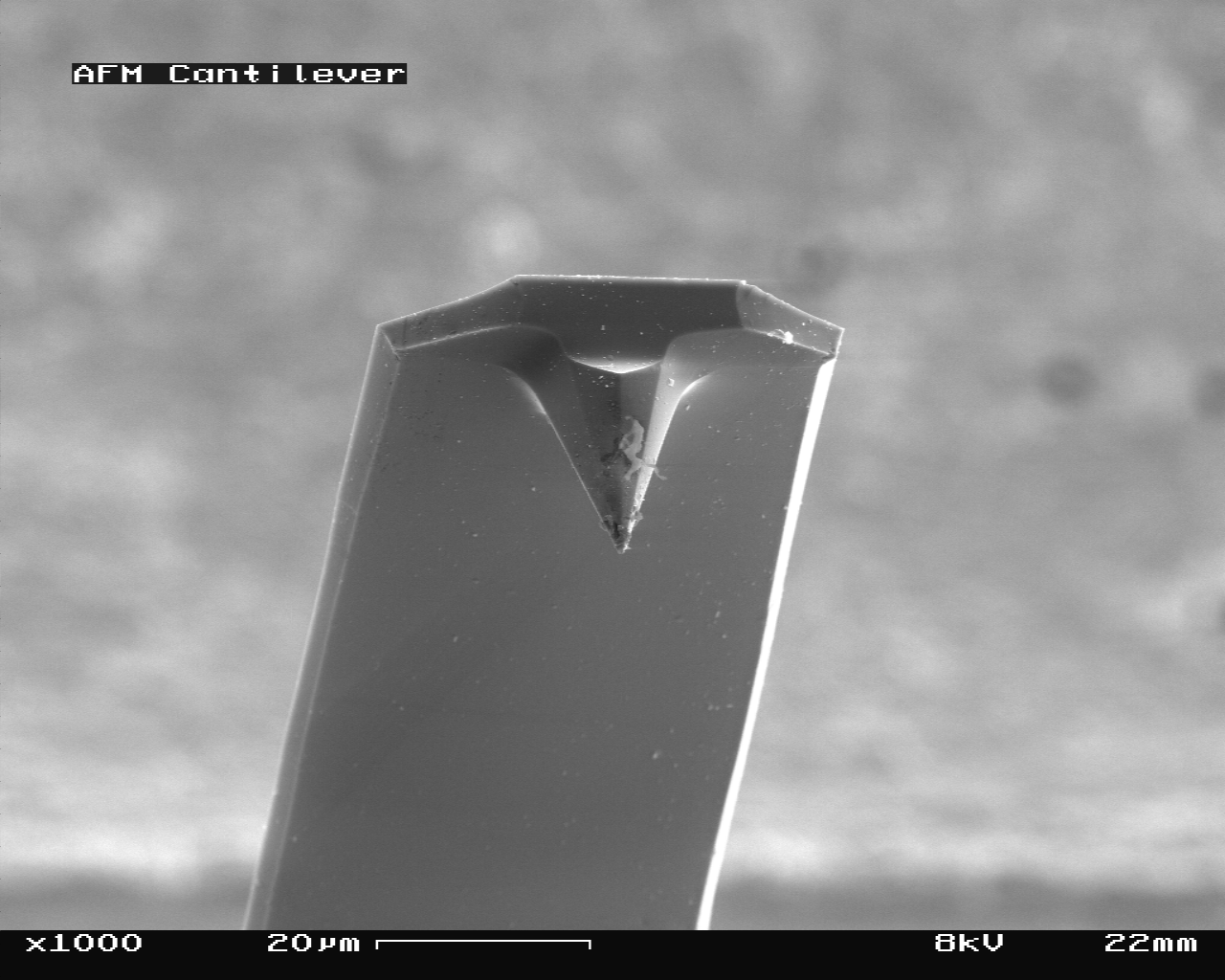
Nadelspitze eines Rasterkraftmikroskops, aufgenommen mit einem Rasterelektronenmikroskop

Ein Mikroskop (von griechisch μικρός mikrós „klein“; σκοπεῖν skopeín „betrachten“) ist ein Gerät, das es erlaubt, Objekte stark vergrößert anzusehen oder bildlich darzustellen. Dabei handelt es sich meist um Objekte bzw. die Struktur von Objekten, deren Größe unterhalb des Auflösungsvermögens des menschlichen Auges liegt. Eine Technik, die ein Mikroskop einsetzt, wird als Mikroskopie bezeichnet.
Mikroskope sind ein wichtiges Hilfsmittel in der Biologie, Medizin und den Materialwissenschaften. Die physikalischen Prinzipien, die für den Vergrößerungseffekt ausgenutzt werden, können sehr unterschiedlicher Natur sein. Dieser Artikel gibt eine Übersicht über die verschiedenen Mikroskoptypen, die alle auch in eigenen Artikeln dargestellt sind. Die bekanntesten Typen sind Lichtmikroskope, Elektronenmikroskope und Rastersondenmikroskopie.

## Geschichte
Die älteste bekannte Mikroskopietechnik ist die Lichtmikroskopie, die um 1600 vermutlich in den Niederlanden entwickelt wurde. Bei ihr wird ein Objekt durch Glaslinsen beobachtet. Anfang des 17. Jahrhunderts erhielt das mit Objektiv und Okular ausgestattete Mikroskop in Anlehnung an das Wort „Teleskop“ seinen Namen. Um 1840 gelang es, die Vergrößerung bis zum 500fachen zu steigern. Die physikalisch maximal mögliche Auflösung eines klassischen Lichtmikroskops ist von der Wellenlänge des verwendeten Lichts abhängig und auf bestenfalls etwa 0,2 Mikrometer beschränkt. Diese Grenze wird als Abbe-Limit bezeichnet, da die zugrunde liegenden Gesetzmäßigkeiten Ende des 19. Jahrhunderts von Ernst Abbe beschrieben wurden. Mittlerweile sind jedoch einige Verfahren bekannt, mit denen diese Grenze überwunden werden kann.
Eine höhere Auflösung ermöglichen Elektronenmikroskope, die seit den 1930er Jahren entwickelt wurden, da Elektronenstrahlen eine kleinere Wellenlänge haben als Licht. Rasterkraftmikroskope arbeiten nach einem anderen Prinzip und haben sehr feine Nadeln, mit denen die Oberfläche von Objekten abgetastet wird. Weitere Arten sind unten aufgeführt.

## Abbildende und rasternde Mikroskopie
Klassische Lichtmikroskop-Typen beruhen auf einem abbildenden Prinzip: Ähnlich wie bei der Fotografie wird im Gerät durch eine Reihe von Linsen hindurch ein Bild erzeugt, das in einem Stück gesehen oder aufgenommen wird.
Manche lichtmikroskopische Verfahren und besonders Mikroskope, die auf anderen physikalischen Prinzipien beruhen, setzen dagegen auf ein Abrastern (englisch: scanning) des Objektes, bei dem die einzelnen Punkte des vergrößerten Bildes nacheinander, Zeile für Zeile, erzeugt werden. Hierzu zählen beispielsweise Laser-Scanning-Mikroskope, Elektronenmikroskope, Rasterkraftmikroskope und Raster Quantenpunkt Mikroskope.

## Mikroskopieverfahren nach physikalischem Prinzip
Lichtmikroskope, Elektronenmikroskope und Rastersondenmikroskope werden in zahlreichen Varianten gebaut und verwendet, die in den jeweiligen Übersichtsartikeln vorgestellt werden. Neben diesen gibt es aber auch Mikroskope, die auf anderen physikalischen Prinzipien beruhen:
- Elektrochemische Scan-Mikroskopie
- Focused-Ion-Beam-Mikroskop (FIB)
- fotonisches Kraftmikroskop
- Helium-Ionen-Mikroskop
- Magnetresonanzmikroskop
- Neutronenmikroskop
- Raster-SQUID-Mikroskop
- Röntgenmikroskop
- Ultraschallmikroskop oder akustisches Mikroskop